# Cirilo Flores
Cirilo B. Flores (Corona, 20 giugno 1948 – San Diego, 6 settembre 2014) è stato un vescovo cattolico statunitense.

## Biografia
Monsignor Cirilo B. Flores nacque a Corona, California, il 20 giugno 1948. Suo padre era originario di Sinaloa, in Messico. Aveva tre fratelli e due sorelle.

### Formazione e ministero sacerdotale
Frequentò il distretto scolastico unificato di Corona e poi la St. Edward School. Nel 1966 si diplomò alla Notre Dame High School di Riverside. Si iscrisse quindi alla Loyola Marymount University di Los Angeles. Nel 1968 entrò nel noviziato della Compagnia di Gesù. Lo lasciò per intraprendere la carriera legale. In seguito disse: "Sono entrato in conflitto per cominciare, non potevo decidere se volevo diventare un prete o un avvocato". Nel 1970 conseguì il baccellierato. Proseguì gli studi alla scuola di legge dell'Università di Stanford a Palo Alto e nel 1976 conseguì il Juris Doctor. Esercitò la professione legale per dieci anni nel sud della California, concentrandosi sul contenzioso commerciale. Lavorò anche in aziende di Beverly Hills e Newport Beach.
Sentendo nuovamente una chiamata al sacerdozio, nel 1986 entrò nel seminario "San Giovanni" di Camarillo dove conseguì un Master of Divinity, prerequisito per l'ordinazione presbiterale.
L'8 giugno 1991 fu ordinato presbitero per la diocesi di Orange in California da monsignor Norman Francis McFarland. In seguito fu vicario parrocchiale della parrocchia di Santa Barbara a Santa Ana dal 1991 al 1995, della parrocchia di San Gioacchino a Costa Mesa dal 1995 al 1996, della parrocchia di Nostra Signora del Monte Carmelo a Newport Beach dal 1996 al 1997 e della parrocchia di Nostra Signora di Guadalupe a La Habra dal 1997 al 2000. Fu quindi parroco della parrocchia di Sant'Anna a Santa Ana dal 2000 al 2008 e della parrocchia di San Norberto a Orange dal 2008 al 2009. Fu membro del consiglio economico della diocesi, della commissione per le comunicazioni sociali, della Caritas diocesana, del consiglio presbiterale e del comitato di redazione del giornale diocesano Orange County Catholic.

### Ministero episcopale
Il 5 gennaio 2009 papa Benedetto XVI lo nominò vescovo ausiliare di Orange in California e titolare di Quiza. Ricevette l'ordinazione episcopale il 19 marzo successivo nella chiesa di San Columba a Garden Grove dal vescovo di Orange in California Tod David Brown, coconsacranti il vescovo emerito della stessa diocesi Norman Francis McFarland e l'ausiliare Dominic Mai Thanh Lương. Come motto episcopale scelse l'espressione "For the Greater Glory of God". Come ausiliare fu vicario episcopale per la Caritas diocesana.
Il 4 gennaio 2012 papa Benedetto XVI lo nominò vescovo coadiutore di San Diego. Nell'aprile dello stesso anno compì la visita ad limina. Il 18 settembre 2013 successivo succedette alla medesima sede.
In seno alla Conferenza dei vescovi cattolici degli Stati Uniti fu membro del sottocomitato per gli affari ispanici. Fu presidente del comitato per la libertà religiosa della Conferenza dei vescovi cattolici della California e vescovo di collegamento per gli undici consigli presbiterali dello Stato.
Il 16 aprile 2014, quattro giorni prima di Pasqua, monsignor Flores fu colpito da un ictus nel suo ufficio presso il Centro pastorale. Venne subito portato in ospedale dove venne definito "vigile e di buon umore". Ci si aspettava che ricevesse "cure per alcuni giorni prima delle sue dimissioni", come annunciato alla diocesi in una dichiarazione firmata da monsignor Steven Callahan, il vicario generale. La dichiarazione chiedeva preghiere per la "pronta e completa guarigione" del vescovo. Il 4 settembre successivo venne riferito che il vescovo soffriva di una forma aggressiva di carcinoma della prostata con metastasi ossee e che non era considerato un buon candidato per il trattamento chemioterapico vista la fase avanzata della malattia. Dopo aver lasciato lo USC Norris Comprehensive Cancer Center di Los Angeles, fu ricoverato alla Nazareth House di San Diego per ricevere le cure palliative.
Morì serenamente alle 14.47 del 6 settembre 2014 all'età di 66 anni. Al suo capezzale c'erano suo cugino, il dottor Tom Martinez, monsignor Steven Callahan e le suore di Nazareth. Le esequie si tennero il 17 settembre alle ore 12 nella chiesa di Santa Teresa del Carmelo a San Diego e furono presiedute da monsignor José Horacio Gómez, arcivescovo metropolita di Los Angeles. Al termine del rito fu sepolto nell'Holy Cross Cemetery di San Diego.

## Genealogia episcopale
La genealogia episcopale è:
- Cardinale Scipione Rebiba
- Cardinale Giulio Antonio Santori
- Cardinale Girolamo Bernerio, O.P.
- Arcivescovo Galeazzo Sanvitale
- Cardinale Ludovico Ludovisi
- Cardinale Luigi Caetani
- Cardinale Ulderico Carpegna
- Cardinale Paluzzo Paluzzi Altieri degli Albertoni
- Papa Benedetto XIII
- Papa Benedetto XIV
- Papa Clemente XIII
- Cardinale Bernardino Giraud
- Cardinale Alessandro Mattei
- Cardinale Pietro Francesco Galleffi
- Cardinale Giacomo Filippo Fransoni
- Cardinale Carlo Sacconi
- Cardinale Edward Henry Howard
- Cardinale Mariano Rampolla del Tindaro
- Cardinale Rafael Merry del Val
- Cardinale Giovanni Vincenzo Bonzano
- Arcivescovo Edward Joseph Hanna
- Arcivescovo John Joseph Cantwell
- Arcivescovo Joseph Thomas McGucken
- Cardinale Timothy Manning
- Cardinale William Joseph Levada
- Vescovo Tod David Brown
- Vescovo Cirilo Flores

## Araldica
| Stemma | Titolare                              | Descrizione |
|        | Cirilo B. Flores Vescovo di San Diego | Lo stemma di monsignor Flores mostra una Bibbia aperta con un pastorale su sfondo blu. È pensato per esprimere il ruolo del sacerdote nel tenere insieme la Chiesa attraverso la Parola di Dio. Nella diocesi di Orange in California, dove operò per 18 anni in diverse parrocchie, questo era il suo lavoro, che era cresciuto con la sua nomina a vescovo ausiliare di Orange e poi a vescovo di San Diego. Sopra la Bibbia e il pastorale vi è una corona che, insieme allo sfondo blu, onora la Vergine Maria. La corona richiama inoltre la città natale del vescovo, Corona. Nella parte inferiore ci sono tre rose, che esprimono ancora la venerazione a Vergine Maria e ricordano i martiri del Messico. I fiori possono anche essere intesi come una rappresentazione visiva del cognome del vescovo, "flores", la parola spagnola per "fiori". Per il suo motto, il vescovo Flores ha scelto la frase "For the Greater Glory of God". Queste parole esprimono che per un cristiano, e specialmente per un chierico nella santa Chiesa di Dio, tutto ciò che viene fatto deve essere fatto per la maggiore gloria di Dio. Questa frase è anche il motto che Ignazio di Loyola scelse per la Compagnia di Gesù, l'ordine religioso da lui fondato, e l'ordine religioso alla quale appartiene la Loyola Marymount University, l'ateneo presso il quale monsignor Flores studiò. |